# Lista de primeiros-ministros do Brasil

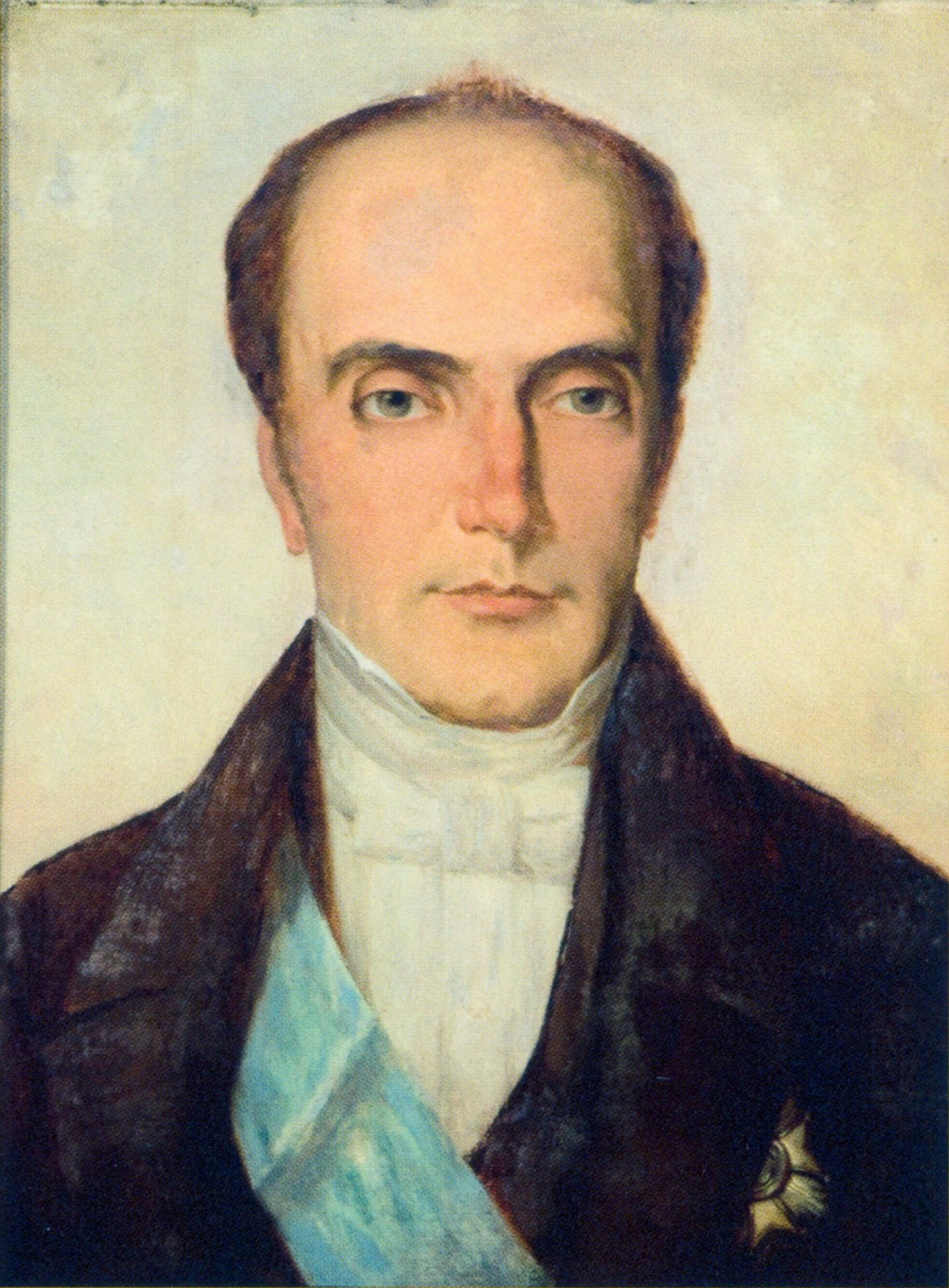
Pedro de Araújo Lima, Marquês de Olinda, o político que por mais tempo exerceu a função de presidente do conselho de ministros do Brasil.

A lista de Presidentes do Conselho de Ministros ou primeiros-ministros do Brasil reúne os parlamentares que, durante dois períodos na história política do país, dirigiram o governo em um sistema parlamentar. 
A primeira experiência parlamentarista teve início com o imperador Pedro II em 1847, e foi mantido durante os últimos 42 anos do regime. A segunda ocasião em que um sistema parlamentar foi posto em prática ocorreu durante o governo do presidente João Goulart, em 1961, devido a uma emenda constitucional aprovada por seus adversários antes do início de seu mandato. Esta segunda experiência parlamentar foi de curta duração, sendo o sistema de governo presidencial restaurado em plebiscito nacional de 1963.

## Governo parlamentar no Brasil Império (1847–1889)

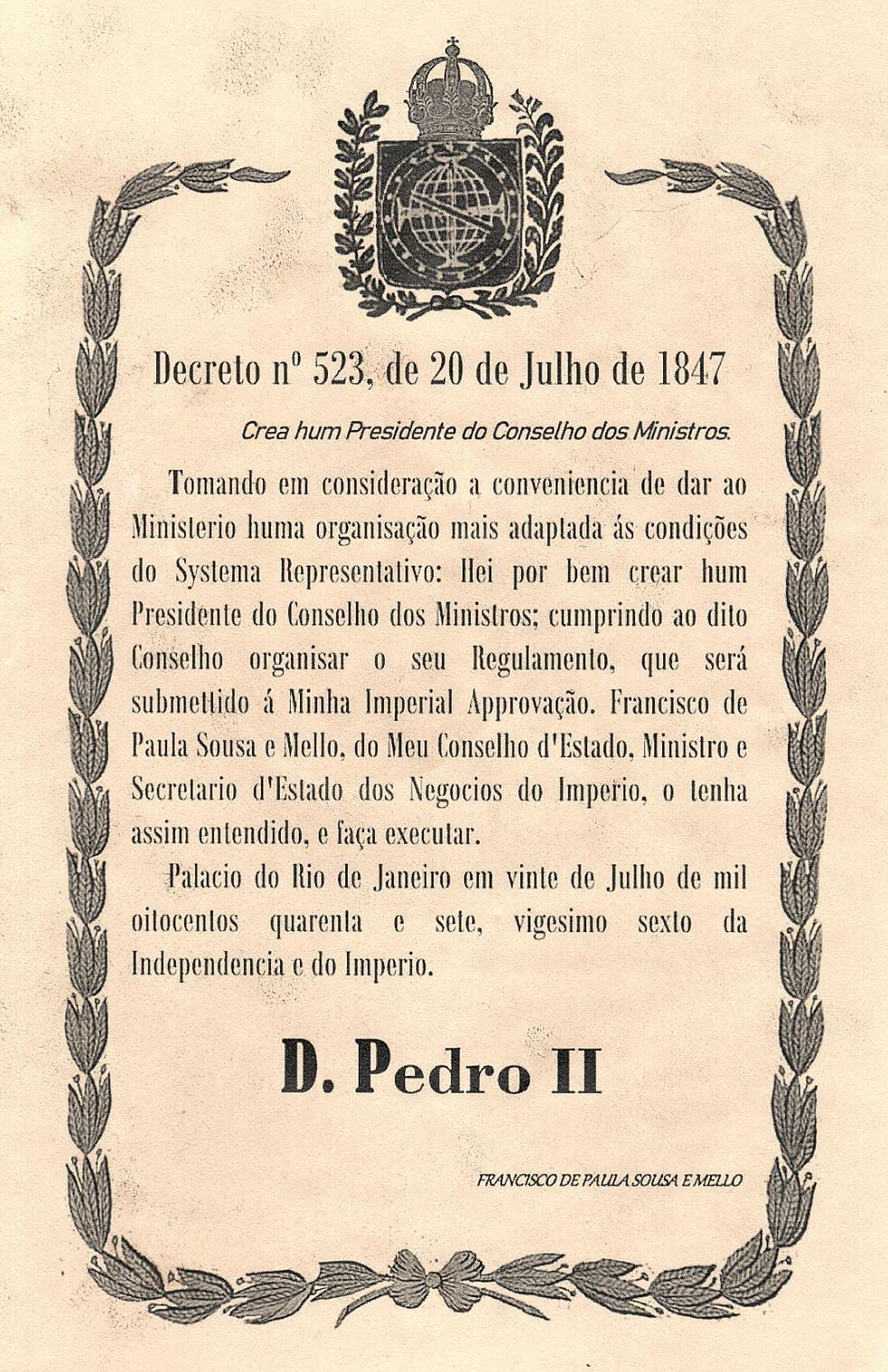
Decreto de criação do cargo de primeiro-ministro do Império do Brasil.

Entre 1847 e 1889, o titular do cargo foi oficialmente denominado "Presidente do Conselho de Ministros", referido pela imprensa normalmente como "Presidente do Gabinete". Pela Constituição Política do Império do Brasil, o chefe do Poder Executivo era o Imperador.
O cargo de Presidente do Conselho de Ministros foi criado pelo decreto n.º 523, em 20 de julho de 1847, sendo que este regime parlamentarista jamais foi inserido na Constituição Imperial. Os gabinetes ministeriais que existiram de 1840 até 1847 não contavam com a figura do Presidente do Conselho. O número de ministros era pequeno para os padrões brasileiros atuais: eram seis as pastas, sendo que, em 1860, foi criado o sétimo ministério pelo Decreto Legislativo n. 1.067 de 28 de julho de 1860, a Secretaria de Estado dos Negócios da Agricultura, Comércio e Obras Públicas.
A duração do Gabinete dependia do respaldo que o mesmo tinha na Câmara dos Deputados e do apoio do Imperador. Se a Câmara dos Deputados se incompatibilizasse com o Gabinete, cabia ao Imperador ou dissolver o gabinete ou dissolver a Câmara. Houve, ao todo, 32 gabinetes com a figura do presidente do Conselho de Ministros. A média de duração de cada Gabinete era menos de dois anos.
O Senado era composto por senadores vitalícios nomeados pelo Imperador, depois de eleitos em lista tríplice.
| Partido Conservador (15) Partido Liberal (14) Liga Progressista (3) | Partido Conservador (15) Partido Liberal (14) Liga Progressista (3) | Partido Conservador (15) Partido Liberal (14) Liga Progressista (3) | Partido Conservador (15) Partido Liberal (14) Liga Progressista (3) | Partido Conservador (15) Partido Liberal (14) Liga Progressista (3) | Partido Conservador (15) Partido Liberal (14) Liga Progressista (3) | Partido Conservador (15) Partido Liberal (14) Liga Progressista (3) | Partido Conservador (15) Partido Liberal (14) Liga Progressista (3) | Partido Conservador (15) Partido Liberal (14) Liga Progressista (3) |
| Presidente do Conselho de Ministros Título Nobiliárquico            | Presidente do Conselho de Ministros Título Nobiliárquico            | Presidente do Conselho de Ministros Título Nobiliárquico            | Presidente do Conselho de Ministros Título Nobiliárquico            | Período Duração em dias e anos                                      | Período Duração em dias e anos                                      | Partido                                                             | Imperador                                                           | Referências                                                         |
| ------------------------------------------------------------------- | ------------------------------------------------------------------- | ------------------------------------------------------------------- | ------------------------------------------------------------------- | ------------------------------------------------------------------- | ------------------------------------------------------------------- | ------------------------------------------------------------------- | ------------------------------------------------------------------- | ------------------------------------------------------------------- |
| 1                                                                   |                                                                     | painting                                                            | Manuel Alves Branco Visconde de Caravelas                           | 20 de julho 1847                                                    | 8 de março 1848                                                     | Liberal                                                             | Pedro II (1831–1889)                                                | Referências                                                         |
| 1                                                                   | [ 9 ] [ 10 ] [ 11 ] [ 12 ]                                          | painting                                                            | Manuel Alves Branco Visconde de Caravelas                           | 20 de julho 1847                                                    | 8 de março 1848                                                     | Liberal                                                             | Pedro II (1831–1889)                                                |                                                                     |
| 1                                                                   | 232 dias                                                            | painting                                                            | Manuel Alves Branco Visconde de Caravelas                           |                                                                     |                                                                     | Liberal                                                             | Pedro II (1831–1889)                                                |                                                                     |
| 2                                                                   |                                                                     | painting                                                            | José Carlos Pereira de Almeida Torres Visconde de Macaé             | 8 de março 1848                                                     | 31 de maio 1848                                                     | Liberal                                                             | Pedro II (1831–1889)                                                |                                                                     |
| 2                                                                   | [ 13 ] [ 14 ] [ 15 ] [ 16 ]                                         | painting                                                            | José Carlos Pereira de Almeida Torres Visconde de Macaé             | 8 de março 1848                                                     | 31 de maio 1848                                                     | Liberal                                                             | Pedro II (1831–1889)                                                |                                                                     |
| 2                                                                   | 84 dias                                                             | painting                                                            | José Carlos Pereira de Almeida Torres Visconde de Macaé             |                                                                     |                                                                     | Liberal                                                             | Pedro II (1831–1889)                                                |                                                                     |
| 3                                                                   |                                                                     | painting                                                            | Francisco de Paula Sousa e Melo                                     | 31 de maio 1848                                                     | 28 de setembro 1848                                                 | Liberal                                                             | Pedro II (1831–1889)                                                |                                                                     |
| 3                                                                   | [ 17 ] [ 18 ] [ 19 ] [ 20 ]                                         | painting                                                            | Francisco de Paula Sousa e Melo                                     | 31 de maio 1848                                                     | 28 de setembro 1848                                                 | Liberal                                                             | Pedro II (1831–1889)                                                |                                                                     |
| 3                                                                   | 121 dias                                                            | painting                                                            | Francisco de Paula Sousa e Melo                                     |                                                                     |                                                                     | Liberal                                                             | Pedro II (1831–1889)                                                |                                                                     |
| 4                                                                   |                                                                     | painting                                                            | Pedro de Araújo Lima Visconde de Olinda                             | 28 de setembro 1848                                                 | 8 de outubro 1849                                                   |                                                                     | Pedro II (1831–1889)                                                |                                                                     |
| 4                                                                   | Conservador                                                         | painting                                                            | Pedro de Araújo Lima Visconde de Olinda                             | 28 de setembro 1848                                                 | 8 de outubro 1849                                                   | [ 21 ] [ 22 ] [ 23 ] [ 24 ]                                         | Pedro II (1831–1889)                                                |                                                                     |
| 4                                                                   | Conservador                                                         | painting                                                            | Pedro de Araújo Lima Visconde de Olinda                             | 1 ano e 7 dias                                                      |                                                                     | [ 21 ] [ 22 ] [ 23 ] [ 24 ]                                         | Pedro II (1831–1889)                                                |                                                                     |
| 5                                                                   | Conservador                                                         |                                                                     | painting                                                            | José da Costa Carvalho Visconde de Monte Alegre                     | 8 de outubro 1849                                                   | [ 21 ] [ 22 ] [ 23 ] [ 24 ]                                         | Pedro II (1831–1889)                                                | 11 de maio 1852                                                     |
| 5                                                                   | Conservador                                                         | [ 25 ] [ 26 ] [ 27 ] [ 28 ]                                         | painting                                                            | José da Costa Carvalho Visconde de Monte Alegre                     | 8 de outubro 1849                                                   |                                                                     | Pedro II (1831–1889)                                                | 11 de maio 1852                                                     |
| 5                                                                   | Conservador                                                         | 2 anos e 218 dias                                                   | painting                                                            | José da Costa Carvalho Visconde de Monte Alegre                     |                                                                     |                                                                     | Pedro II (1831–1889)                                                |                                                                     |
| 6                                                                   | Conservador                                                         |                                                                     | painting                                                            | Joaquim José Rodrigues Torres                                       | 11 de maio 1852                                                     | 6 de setembro 1853                                                  | Pedro II (1831–1889)                                                |                                                                     |
| 6                                                                   | Conservador                                                         | [ 29 ] [ 30 ]                                                       | painting                                                            | Joaquim José Rodrigues Torres                                       | 11 de maio 1852                                                     | 6 de setembro 1853                                                  | Pedro II (1831–1889)                                                |                                                                     |
| 6                                                                   | Conservador                                                         | 1 ano e 118 dias                                                    | painting                                                            | Joaquim José Rodrigues Torres                                       |                                                                     |                                                                     | Pedro II (1831–1889)                                                |                                                                     |
| 7                                                                   | Conservador                                                         |                                                                     | painting                                                            | Honório Hermeto Carneiro Leão Marquês do Paraná                     | 6 de setembro 1853                                                  | 3 de setembro 1856                                                  | Pedro II (1831–1889)                                                |                                                                     |
| 7                                                                   | Conservador                                                         | [ 31 ] [ 32 ]                                                       | painting                                                            | Honório Hermeto Carneiro Leão Marquês do Paraná                     | 6 de setembro 1853                                                  | 3 de setembro 1856                                                  | Pedro II (1831–1889)                                                |                                                                     |
| 7                                                                   | Conservador                                                         | 2 anos e 363 dias                                                   | painting                                                            | Honório Hermeto Carneiro Leão Marquês do Paraná                     |                                                                     |                                                                     | Pedro II (1831–1889)                                                |                                                                     |
| 8                                                                   | Conservador                                                         |                                                                     | painting                                                            | Luís Alves de Lima e Silva Marquês de Caxias                        | 3 de setembro 1856                                                  | 4 de maio 1857                                                      | Pedro II (1831–1889)                                                |                                                                     |
| 8                                                                   | Conservador                                                         | [ 33 ] [ 34 ]                                                       | painting                                                            | Luís Alves de Lima e Silva Marquês de Caxias                        | 3 de setembro 1856                                                  | 4 de maio 1857                                                      | Pedro II (1831–1889)                                                |                                                                     |
| 8                                                                   | Conservador                                                         | 243 dias                                                            | painting                                                            | Luís Alves de Lima e Silva Marquês de Caxias                        |                                                                     |                                                                     | Pedro II (1831–1889)                                                |                                                                     |
| 9                                                                   | Conservador                                                         |                                                                     | painting                                                            | Pedro de Araújo Lima Marquês de Olinda                              | 4 de maio 1857                                                      | 12 de dezembro 1858                                                 | Pedro II (1831–1889)                                                |                                                                     |
| 9                                                                   | Conservador                                                         | [ 21 ] [ 22 ] [ 23 ] [ 35 ]                                         | painting                                                            | Pedro de Araújo Lima Marquês de Olinda                              | 4 de maio 1857                                                      | 12 de dezembro 1858                                                 | Pedro II (1831–1889)                                                |                                                                     |
| 9                                                                   | Conservador                                                         | 1 ano e 222 dias                                                    | painting                                                            | Pedro de Araújo Lima Marquês de Olinda                              |                                                                     |                                                                     | Pedro II (1831–1889)                                                |                                                                     |
| 10                                                                  | Conservador                                                         |                                                                     | painting                                                            | Antônio Paulino Limpo de Abreu Visconde de Abaeté                   | 12 de dezembro 1858                                                 | 10 de agosto 1859                                                   | Pedro II (1831–1889)                                                |                                                                     |
| 10                                                                  | Conservador                                                         | [ 36 ] [ 37 ] [ 38 ] [ 39 ]                                         | painting                                                            | Antônio Paulino Limpo de Abreu Visconde de Abaeté                   | 12 de dezembro 1858                                                 | 10 de agosto 1859                                                   | Pedro II (1831–1889)                                                |                                                                     |
| 10                                                                  | Conservador                                                         | 241 dias                                                            | painting                                                            | Antônio Paulino Limpo de Abreu Visconde de Abaeté                   |                                                                     |                                                                     | Pedro II (1831–1889)                                                |                                                                     |
| 11                                                                  | Conservador                                                         |                                                                     | painting                                                            | Ângelo Moniz da Silva Ferraz                                        | 10 de agosto 1859                                                   | 2 de março 1861                                                     | Pedro II (1831–1889)                                                |                                                                     |
| 11                                                                  | Conservador                                                         | [ 40 ] [ 41 ]                                                       | painting                                                            | Ângelo Moniz da Silva Ferraz                                        | 10 de agosto 1859                                                   | 2 de março 1861                                                     | Pedro II (1831–1889)                                                |                                                                     |
| 11                                                                  | Conservador                                                         | 1 ano e 204 dias                                                    | painting                                                            | Ângelo Moniz da Silva Ferraz                                        |                                                                     |                                                                     | Pedro II (1831–1889)                                                |                                                                     |
| 12                                                                  | Conservador                                                         |                                                                     | painting                                                            | Luís Alves de Lima e Silva Marquês de Caxias                        | 2 de março 1861                                                     | 24 de maio 1862                                                     | Pedro II (1831–1889)                                                |                                                                     |
| 12                                                                  | Conservador                                                         | [ 42 ] [ 43 ]                                                       | painting                                                            | Luís Alves de Lima e Silva Marquês de Caxias                        | 2 de março 1861                                                     | 24 de maio 1862                                                     | Pedro II (1831–1889)                                                |                                                                     |
| 12                                                                  | Conservador                                                         | 1 ano e 83 dias                                                     | painting                                                            | Luís Alves de Lima e Silva Marquês de Caxias                        |                                                                     |                                                                     | Pedro II (1831–1889)                                                |                                                                     |
| 13                                                                  |                                                                     | painting                                                            | Zacarias de Góis e Vasconcelos                                      | 24 de maio 1862                                                     | 30 de maio 1862                                                     |                                                                     | Pedro II (1831–1889)                                                |                                                                     |
| 13                                                                  | Liga Progressista                                                   | painting                                                            | Zacarias de Góis e Vasconcelos                                      | 24 de maio 1862                                                     | 30 de maio 1862                                                     | [ 44 ] [ 45 ]                                                       | Pedro II (1831–1889)                                                |                                                                     |
| 13                                                                  | Liga Progressista                                                   | painting                                                            | Zacarias de Góis e Vasconcelos                                      | 6 dias                                                              |                                                                     | [ 44 ] [ 45 ]                                                       | Pedro II (1831–1889)                                                |                                                                     |
| 14                                                                  | Liga Progressista                                                   |                                                                     | painting                                                            | Pedro de Araújo Lima Marquês de Olinda                              | 30 de maio 1862                                                     | [ 44 ] [ 45 ]                                                       | Pedro II (1831–1889)                                                | 15 de janeiro 1864                                                  |
| 14                                                                  | Liga Progressista                                                   | [ 21 ] [ 22 ] [ 23 ] [ 24 ]                                         | painting                                                            | Pedro de Araújo Lima Marquês de Olinda                              | 30 de maio 1862                                                     |                                                                     | Pedro II (1831–1889)                                                | 15 de janeiro 1864                                                  |
| 14                                                                  | Liga Progressista                                                   | 1 ano e 230 dias                                                    | painting                                                            | Pedro de Araújo Lima Marquês de Olinda                              |                                                                     |                                                                     | Pedro II (1831–1889)                                                |                                                                     |
| 15                                                                  | Liga Progressista                                                   |                                                                     | painting                                                            | Zacarias de Góis e Vasconcelos                                      | 15 de janeiro 1864                                                  | 31 de agosto 1864                                                   | Pedro II (1831–1889)                                                |                                                                     |
| 15                                                                  | Liga Progressista                                                   | [ 46 ] [ 47 ]                                                       | painting                                                            | Zacarias de Góis e Vasconcelos                                      | 15 de janeiro 1864                                                  | 31 de agosto 1864                                                   | Pedro II (1831–1889)                                                |                                                                     |
| 15                                                                  | Liga Progressista                                                   | 229 dias                                                            | painting                                                            | Zacarias de Góis e Vasconcelos                                      |                                                                     |                                                                     | Pedro II (1831–1889)                                                |                                                                     |
| 16                                                                  |                                                                     | painting                                                            | Francisco José Furtado                                              | 31 de agosto 1864                                                   | 12 de maio 1865                                                     |                                                                     | Pedro II (1831–1889)                                                |                                                                     |
| 16                                                                  | Liberal                                                             | painting                                                            | Francisco José Furtado                                              | 31 de agosto 1864                                                   | 12 de maio 1865                                                     | [ 48 ] [ 49 ]                                                       | Pedro II (1831–1889)                                                |                                                                     |
| 16                                                                  | Liberal                                                             | painting                                                            | Francisco José Furtado                                              | 254 dias                                                            |                                                                     | [ 48 ] [ 49 ]                                                       | Pedro II (1831–1889)                                                |                                                                     |
| 17                                                                  | Liberal                                                             |                                                                     | painting                                                            | Pedro de Araújo Lima Marquês de Olinda                              | 12 de maio 1865                                                     | [ 48 ] [ 49 ]                                                       | Pedro II (1831–1889)                                                | 3 de agosto 1866                                                    |
| 17                                                                  | Liberal                                                             | [ 21 ] [ 22 ] [ 23 ] [ 24 ]                                         | painting                                                            | Pedro de Araújo Lima Marquês de Olinda                              | 12 de maio 1865                                                     |                                                                     | Pedro II (1831–1889)                                                | 3 de agosto 1866                                                    |
| 17                                                                  | Liberal                                                             | 1 ano e 83 dias                                                     | painting                                                            | Pedro de Araújo Lima Marquês de Olinda                              |                                                                     |                                                                     | Pedro II (1831–1889)                                                |                                                                     |
| 18                                                                  | Liberal                                                             |                                                                     | painting                                                            | Zacarias de Góis e Vasconcelos                                      | 3 de agosto 1866                                                    | 16 de julho 1868                                                    | Pedro II (1831–1889)                                                |                                                                     |
| 18                                                                  | Liberal                                                             | [ 44 ]                                                              | painting                                                            | Zacarias de Góis e Vasconcelos                                      | 3 de agosto 1866                                                    | 16 de julho 1868                                                    | Pedro II (1831–1889)                                                |                                                                     |
| 18                                                                  | Liberal                                                             | 1 ano e 348 dias                                                    | painting                                                            | Zacarias de Góis e Vasconcelos                                      |                                                                     |                                                                     | Pedro II (1831–1889)                                                |                                                                     |
| 19                                                                  |                                                                     | painting                                                            | Joaquim José Rodrigues Torres Visconde de Itaboraí                  | 16 de julho 1868                                                    | 29 de setembro 1870                                                 |                                                                     | Pedro II (1831–1889)                                                |                                                                     |
| 19                                                                  | Conservador                                                         | painting                                                            | Joaquim José Rodrigues Torres Visconde de Itaboraí                  | 16 de julho 1868                                                    | 29 de setembro 1870                                                 | [ 27 ] [ 50 ]                                                       | Pedro II (1831–1889)                                                |                                                                     |
| 19                                                                  | Conservador                                                         | painting                                                            | Joaquim José Rodrigues Torres Visconde de Itaboraí                  | 2 anos e 75 dias                                                    |                                                                     | [ 27 ] [ 50 ]                                                       | Pedro II (1831–1889)                                                |                                                                     |
| 20                                                                  | Conservador                                                         |                                                                     | painting                                                            | José Antônio Pimenta Bueno Visconde de São Vicente                  | 29 de setembro 1870                                                 | [ 27 ] [ 50 ]                                                       | Pedro II (1831–1889)                                                | 7 de março 1871                                                     |
| 20                                                                  | Conservador                                                         | [ 51 ] [ 52 ]                                                       | painting                                                            | José Antônio Pimenta Bueno Visconde de São Vicente                  | 29 de setembro 1870                                                 |                                                                     | Pedro II (1831–1889)                                                | 7 de março 1871                                                     |
| 20                                                                  | Conservador                                                         | 159 dias                                                            | painting                                                            | José Antônio Pimenta Bueno Visconde de São Vicente                  |                                                                     |                                                                     | Pedro II (1831–1889)                                                |                                                                     |
| 21                                                                  | Conservador                                                         |                                                                     | painting                                                            | José Maria da Silva Paranhos Visconde do Rio Branco                 | 7 de março 1871                                                     | 25 de junho 1875                                                    | Pedro II (1831–1889)                                                |                                                                     |
| 21                                                                  | Conservador                                                         | [ 53 ] [ 54 ]                                                       | painting                                                            | José Maria da Silva Paranhos Visconde do Rio Branco                 | 7 de março 1871                                                     | 25 de junho 1875                                                    | Pedro II (1831–1889)                                                |                                                                     |
| 21                                                                  | Conservador                                                         | 4 anos e 110 dias                                                   | painting                                                            | José Maria da Silva Paranhos Visconde do Rio Branco                 |                                                                     |                                                                     | Pedro II (1831–1889)                                                |                                                                     |
| 22                                                                  | Conservador                                                         |                                                                     | painting                                                            | Luís Alves de Lima e Silva Duque de Caxias                          | 25 de junho 1875                                                    | 5 de janeiro 1878                                                   | Pedro II (1831–1889)                                                |                                                                     |
| 22                                                                  | Conservador                                                         | [ 55 ] [ 56 ]                                                       | painting                                                            | Luís Alves de Lima e Silva Duque de Caxias                          | 25 de junho 1875                                                    | 5 de janeiro 1878                                                   | Pedro II (1831–1889)                                                |                                                                     |
| 22                                                                  | Conservador                                                         | 2 anos e 194 dias                                                   | painting                                                            | Luís Alves de Lima e Silva Duque de Caxias                          |                                                                     |                                                                     | Pedro II (1831–1889)                                                |                                                                     |
| 23                                                                  |                                                                     | painting                                                            | João Lins Vieira Cansanção de Sinimbu Visconde de Sinimbu           | 5 de janeiro 1878                                                   | 28 de março 1880                                                    |                                                                     | Pedro II (1831–1889)                                                |                                                                     |
| 23                                                                  | Liberal                                                             | painting                                                            | João Lins Vieira Cansanção de Sinimbu Visconde de Sinimbu           | 5 de janeiro 1878                                                   | 28 de março 1880                                                    | [ 57 ] [ 58 ]                                                       | Pedro II (1831–1889)                                                |                                                                     |
| 23                                                                  | Liberal                                                             | painting                                                            | João Lins Vieira Cansanção de Sinimbu Visconde de Sinimbu           | 2 anos e 83 dias                                                    |                                                                     | [ 57 ] [ 58 ]                                                       | Pedro II (1831–1889)                                                |                                                                     |
| 24                                                                  | Liberal                                                             |                                                                     | painting                                                            | José Antônio Saraiva                                                | 28 de março 1880                                                    | [ 57 ] [ 58 ]                                                       | Pedro II (1831–1889)                                                | 21 de janeiro 1882                                                  |
| 24                                                                  | Liberal                                                             | [ 59 ]                                                              | painting                                                            | José Antônio Saraiva                                                | 28 de março 1880                                                    |                                                                     | Pedro II (1831–1889)                                                | 21 de janeiro 1882                                                  |
| 24                                                                  | Liberal                                                             | 1 ano e 299 dias                                                    | painting                                                            | José Antônio Saraiva                                                |                                                                     |                                                                     | Pedro II (1831–1889)                                                |                                                                     |
| 25                                                                  | Liberal                                                             |                                                                     | painting                                                            | Martinho Álvares da Silva Campos                                    | 21 de janeiro 1882                                                  | 3 de julho 1882                                                     | Pedro II (1831–1889)                                                |                                                                     |
| 25                                                                  | Liberal                                                             | [ 60 ] [ 61 ]                                                       | painting                                                            | Martinho Álvares da Silva Campos                                    | 21 de janeiro 1882                                                  | 3 de julho 1882                                                     | Pedro II (1831–1889)                                                |                                                                     |
| 25                                                                  | Liberal                                                             | 163 dias                                                            | painting                                                            | Martinho Álvares da Silva Campos                                    |                                                                     |                                                                     | Pedro II (1831–1889)                                                |                                                                     |
| 26                                                                  | Liberal                                                             |                                                                     | painting                                                            | João Lustosa da Cunha Paranaguá Visconde de Paranaguá               | 3 de julho 1882                                                     | 24 de maio 1883                                                     | Pedro II (1831–1889)                                                |                                                                     |
| 26                                                                  | Liberal                                                             | [ 62 ] [ 63 ] [ 64 ]                                                | painting                                                            | João Lustosa da Cunha Paranaguá Visconde de Paranaguá               | 3 de julho 1882                                                     | 24 de maio 1883                                                     | Pedro II (1831–1889)                                                |                                                                     |
| 26                                                                  | Liberal                                                             | 325 dias                                                            | painting                                                            | João Lustosa da Cunha Paranaguá Visconde de Paranaguá               |                                                                     |                                                                     | Pedro II (1831–1889)                                                |                                                                     |
| 27                                                                  | Liberal                                                             |                                                                     | painting                                                            | Lafayette Rodrigues Pereira                                         | 24 de maio 1883                                                     | 6 de junho 1884                                                     | Pedro II (1831–1889)                                                |                                                                     |
| 27                                                                  | Liberal                                                             | [ 65 ] [ 66 ]                                                       | painting                                                            | Lafayette Rodrigues Pereira                                         | 24 de maio 1883                                                     | 6 de junho 1884                                                     | Pedro II (1831–1889)                                                |                                                                     |
| 27                                                                  | Liberal                                                             | 1 ano e 13 dias                                                     | painting                                                            | Lafayette Rodrigues Pereira                                         |                                                                     |                                                                     | Pedro II (1831–1889)                                                |                                                                     |
| 28                                                                  | Liberal                                                             |                                                                     | painting                                                            | Manuel Pinto de Sousa Dantas                                        | 6 de junho 1884                                                     | 6 de maio 1885                                                      | Pedro II (1831–1889)                                                |                                                                     |
| 28                                                                  | Liberal                                                             | [ 67 ] [ 68 ] [ 69 ] [ 70 ]                                         | painting                                                            | Manuel Pinto de Sousa Dantas                                        | 6 de junho 1884                                                     | 6 de maio 1885                                                      | Pedro II (1831–1889)                                                |                                                                     |
| 28                                                                  | Liberal                                                             | 334 dias                                                            | painting                                                            | Manuel Pinto de Sousa Dantas                                        |                                                                     |                                                                     | Pedro II (1831–1889)                                                |                                                                     |
| 29                                                                  | Liberal                                                             |                                                                     | painting                                                            | José Antônio Saraiva                                                | 6 de maio 1885                                                      | 20 de agosto 1885                                                   | Pedro II (1831–1889)                                                |                                                                     |
| 29                                                                  | Liberal                                                             | [ 71 ]                                                              | painting                                                            | José Antônio Saraiva                                                | 6 de maio 1885                                                      | 20 de agosto 1885                                                   | Pedro II (1831–1889)                                                |                                                                     |
| 29                                                                  | Liberal                                                             | 106 dias                                                            | painting                                                            | José Antônio Saraiva                                                |                                                                     |                                                                     | Pedro II (1831–1889)                                                |                                                                     |
| 30                                                                  |                                                                     | painting                                                            | João Maurício Wanderley Barão de Cotejipe                           | 20 de agosto 1885                                                   | 10 de março 1888                                                    |                                                                     | Pedro II (1831–1889)                                                |                                                                     |
| 30                                                                  | Conservador                                                         | painting                                                            | João Maurício Wanderley Barão de Cotejipe                           | 20 de agosto 1885                                                   | 10 de março 1888                                                    | [ 72 ] [ 73 ]                                                       | Pedro II (1831–1889)                                                |                                                                     |
| 30                                                                  | Conservador                                                         | painting                                                            | João Maurício Wanderley Barão de Cotejipe                           | 2 anos e 203 dias                                                   |                                                                     | [ 72 ] [ 73 ]                                                       | Pedro II (1831–1889)                                                |                                                                     |
| 31                                                                  | Conservador                                                         |                                                                     | painting                                                            | João Alfredo Correia de Oliveira                                    | 10 de março 1888                                                    | [ 72 ] [ 73 ]                                                       | Pedro II (1831–1889)                                                | 7 de junho 1889                                                     |
| 31                                                                  | Conservador                                                         | [ 74 ] [ 75 ]                                                       | painting                                                            | João Alfredo Correia de Oliveira                                    | 10 de março 1888                                                    |                                                                     | Pedro II (1831–1889)                                                | 7 de junho 1889                                                     |
| 31                                                                  | Conservador                                                         | 1 ano e 89 dias                                                     | painting                                                            | João Alfredo Correia de Oliveira                                    |                                                                     |                                                                     | Pedro II (1831–1889)                                                |                                                                     |
| 32                                                                  |                                                                     | painting                                                            | Afonso Celso de Assis Figueiredo Visconde de Ouro Preto             | 7 de junho 1889                                                     | 15 de novembro 1889                                                 |                                                                     | Pedro II (1831–1889)                                                |                                                                     |
| 32                                                                  | Liberal                                                             | painting                                                            | Afonso Celso de Assis Figueiredo Visconde de Ouro Preto             | 7 de junho 1889                                                     | 15 de novembro 1889                                                 | [ 76 ] [ 77 ]                                                       | Pedro II (1831–1889)                                                |                                                                     |
| 32                                                                  | Liberal                                                             | painting                                                            | Afonso Celso de Assis Figueiredo Visconde de Ouro Preto             | 161 dias                                                            |                                                                     | [ 76 ] [ 77 ]                                                       | Pedro II (1831–1889)                                                |                                                                     |
| Presidente do Conselho de Ministros Título Nobiliárquico            | Presidente do Conselho de Ministros Título Nobiliárquico            | Presidente do Conselho de Ministros Título Nobiliárquico            | Presidente do Conselho de Ministros Título Nobiliárquico            | Período Duração em dias e anos                                      | Período Duração em dias e anos                                      | Partido                                                             | Imperador                                                           | Referências                                                         |

## Governo parlamentar no Brasil República (1961–1963)
A República Parlamentarista durou de 8 de setembro de 1961 a 23 de janeiro de 1963, portanto 1 ano, 4 meses e 15 dias exatos (502 dias), quando João Goulart assumiu a presidência do Brasil. Após 23 de janeiro de 1963, foi restabelecido o regime presidencialista, que se estende até a atualidade.
| Partido Social Democrático (2) Partido Trabalhista Brasileiro (1) | Partido Social Democrático (2) Partido Trabalhista Brasileiro (1) | Partido Social Democrático (2) Partido Trabalhista Brasileiro (1) | Partido Social Democrático (2) Partido Trabalhista Brasileiro (1) | Partido Social Democrático (2) Partido Trabalhista Brasileiro (1) | Partido Social Democrático (2) Partido Trabalhista Brasileiro (1) | Partido Social Democrático (2) Partido Trabalhista Brasileiro (1) | Partido Social Democrático (2) Partido Trabalhista Brasileiro (1) | Partido Social Democrático (2) Partido Trabalhista Brasileiro (1) |
| Presidente do Conselho de Ministros                               | Presidente do Conselho de Ministros                               | Presidente do Conselho de Ministros                               | Presidente do Conselho de Ministros                               | Período Duração em meses e dias                                   | Período Duração em meses e dias                                   | Partido                                                           | Presidente                                                        | Referências                                                       |
| ----------------------------------------------------------------- | ----------------------------------------------------------------- | ----------------------------------------------------------------- | ----------------------------------------------------------------- | ----------------------------------------------------------------- | ----------------------------------------------------------------- | ----------------------------------------------------------------- | ----------------------------------------------------------------- | ----------------------------------------------------------------- |
| 33                                                                |                                                                   |                                                                   | Tancredo Neves                                                    | 8 de setembro 1961                                                | 26 de junho 1962                                                  | Partido Social Democrático (PSD)                                  | João Goulart (1961–1964)                                          | [ 79 ] [ 80 ] [ 81 ]                                              |
| 33                                                                | 9 meses e 18 dias                                                 |                                                                   | Tancredo Neves                                                    |                                                                   |                                                                   | Partido Social Democrático (PSD)                                  | João Goulart (1961–1964)                                          | [ 79 ] [ 80 ] [ 81 ]                                              |
| 34                                                                |                                                                   |                                                                   | Brochado da Rocha                                                 | 13 de julho 1962                                                  | 14 de setembro 1962                                               | Partido Social Democrático (PSD)                                  | João Goulart (1961–1964)                                          | [ 82 ] [ 83 ] [ 84 ]                                              |
| 34                                                                | 2 meses e 1 dia                                                   |                                                                   | Brochado da Rocha                                                 |                                                                   |                                                                   | Partido Social Democrático (PSD)                                  | João Goulart (1961–1964)                                          | [ 82 ] [ 83 ] [ 84 ]                                              |
| 35                                                                |                                                                   |                                                                   | Hermes Lima                                                       | 18 de setembro 1962                                               | 23 de janeiro 1963                                                | Partido Trabalhista Brasileiro (PTB)                              | João Goulart (1961–1964)                                          | [ nota 1 ] [ 85 ] [ 86 ] [ 87 ] [ 88 ]                            |
| 35                                                                | 4 meses e 5 dias                                                  |                                                                   | Hermes Lima                                                       |                                                                   |                                                                   | Partido Trabalhista Brasileiro (PTB)                              | João Goulart (1961–1964)                                          | [ nota 1 ] [ 85 ] [ 86 ] [ 87 ] [ 88 ]                            |

## Por local de nascimento
| Local             | Primeiro-ministros | Qtd. |
| ----------------- | --- | ---- |
| Bahia             | Manuel Alves Branco, José Carlos Pereira de Almeida Torres, José da Costa Carvalho, Ângelo Moniz da Silva Ferraz, Zacarias de Góis e Vasconcelos, José Maria da Silva Paranhos, José Antônio Saraiva, Sousa Dantas, João Maurício Wanderley, Hermes Lima | 10   |
| Minas Gerais      | Honório Hermeto Carneiro Leão, Martinho Álvares da Silva Campos, Lafayette Rodrigues Pereira, Afonso Celso de Assis Figueiredo, Tancredo Neves | 5    |
| Pernambuco        | Pedro de Araújo Lima, João Alfredo Correia de Oliveira | 2    |
| Piauí             | Francisco José Furtado, João Lustosa da Cunha Paranaguá | 2    |
| Rio de Janeiro    | Luís Alves de Lima e Silva, Joaquim José Rodrigues Torres | 2    |
| São Paulo         | Francisco de Paula Sousa e Melo, José Antônio Pimenta Bueno | 2    |
| Alagoas           | João Lins Vieira Cansanção de Sinimbu | 1    |
| Rio Grande do Sul | Francisco de Paula Brochado da Rocha | 1    |
| Portugal          | Antônio Paulino Limpo de Abreu | 1    |

Nota: Em itálico os primeiros-ministros durante o governo parlamentar no Brasil República.